# Heřmanice (district de Liberec)
Pour les articles homonymes, voir Heřmanice.
Heřmanice  (en allemand : Hermsdorf) est une commune du district et de la région de Liberec, en République tchèque. Sa population s'élevait à 277 habitants en 2021.

## Géographie
Heřmanice se trouve à la frontière avec la Pologne, à 3 km à l'ouest de Dětřichov, à 15 km au nord de Liberec et à 100 km au nord-est de Prague.
La commune est limitée par Kunratice au nord, par Dětřichov à l'est, par Albrechtice (commune de Frýdlant) au sud et par la Pologne à l'ouest.

## Histoire
La création du village remonte au XIIIe siècle.

## Transports
Par la route, Heřmanice se trouve à 7 km de Frýdlant, à 26 km de Liberec et à 135 km de Prague.